# Hubert Schwarz (Extremsportler)
Hubert Schwarz (* 28. Dezember 1954 in Spalt) ist ein deutscher Extremsportler.

## Sportliche Erfolge
Von 1987 bis 1989 nahm Schwarz an verschiedenen Ironman-Wettbewerben teil. Er war in Deutschland ein Triathlet der ersten Stunde auf der Langdistanz. 1988 stellte er beim Ironman Europe mit 9:43:23 Std. (Platz 81) seine persönliche Bestzeit auf. Seit 1990 suchte er Herausforderungen auf noch längeren Strecken und nahm 1990 am Ultraman Hawaii und 1991, 1992 und 1994 am Race Across America teil. Weiter nahm er 1993 an der Veranstaltung Route des Grandes Alpes, 1993 bei All around Australia und 1995 bei der Durchquerung Australiens teil. Schwarz war bis 2014 als Extremsportler aktiv, häufig auch für karitative Zwecke.

## Beruf und soziales Engagement
Schwarz ist Buchautor, Vortragsredner und Mental-Coach für Sport und Management sowie Unternehmer im Bereich Nahrungsergänzungsmittel. Seine berufliche Laufbahn begann Schwarz als Einzelhandelskaufmann. Später wechselte er in die Sozialpädagogik und arbeitete in der Region Franken als Kreisjugendpfleger.
Bis 1998 erradelte Hubert Schwarz über 1,5 Mio. DM zugunsten verschiedener Kinderhilfseinrichtungen. Im März 1998 gründete er zusammen mit seiner Frau die heutige Hubert & Renate Schwarz Stiftung, die bis 2014 über 2 Millionen Euro für Kinderhilfsprojekte auf der ganzen Welt gespendet hat. Im Jahr 2014 erhielt Hubert Schwarz für seine sozialen Tätigkeiten das Bundesverdienstkreuz am Bande für soziales Engagement. Beim Schwabacher Citylauf gibt es als Wanderpokal einen vergoldeten Schuh von Hubert Schwarz.

## Bücher
- Aus eigenem Antrieb. Econ Verlag, Berlin 2006, ISBN 978-3-430-30007-0.